# پروتکل Aave
پروتکل Aave یک پروتکل منبع باز و غیرمتمرکز مالی (DeFi) است که بر روی بلاک چین اتریوم ساخته شده و در سال 2020 منتشر شد. این یکی از بزرگترین پروتکل های نقدینگی ارز دیجیتال است. پروتکل Aave از قراردادهای هوشمند برای خودکارسازی فرآیندها از جمله توزیع وجوه و رسیدگی به وثیقه استفاده می کند. 

## زمینه
پروتکل Aave به هر کسی که کیف پول رمزنگاری دارد اجازه می‌دهد تا دارایی‌های ارزهای دیجیتال را در سراسر اتریوم ، Polygon ، Avalanche و دیگر بلاک چین‌های EVM با ارسال وثیقه، بدون واسطه‌های شخص ثالث مانند بانک‌ها و کارگزاری‌ها عرضه و قرض کند. تامین کنندگان سود پرداختی توسط وام گیرندگان را به اشتراک می گذارند که دارایی های رمزنگاری شده را در استخرهای نقدینگی مختلف واریز می کنند. به نوبه خود، تامین کنندگان می توانند از دارایی های رمزنگاری شده خود به عنوان وثیقه برای استقراض با نرخ های بهره ثابت یا متغیر استفاده کنند. در حال حاضر سه نسخه از Aave وجود دارد که هر کدام به‌روزرسانی‌هایی را برای پروتکل ایجاد کردند: V1، V2 و V3. 
V3 کارمزد تراکنش‌های کمتری را معرفی کرد و امکان عملکرد تقریباً در تمام بلاک چین‌ها را داشت. این امر به وام گیرندگان و تامین کنندگان اجازه می دهد تا نه تنها با ارزهای رمزنگاری شده در بلاک چین اتریوم، بلکه در بلاک چین های لایه 2 که از اتریوم به عنوان لایه تسویه استفاده می کنند نیز معامله کنند. 
در اکتبر 2021، Aave به حدود 28 میلیارد دلار در کل ارزش قفل شده (TVL) در چندین زنجیره از جمله Polygon و Avalanche رسید. 
پروتکل Aave توسط دارندگان توکن AAVE که سازمان مستقل غیرمتمرکز Aave (DAO) را تشکیل می دهند، اداره می شود. Aave DAO پروتکل را اداره می کند و هر گونه تغییر در پروتکل را از طریق Aave Improvement Proposals (AIPs) پیشنهاد می کند، بحث می کند و رای می دهد.

## تاریخ
پروتکل Aave در ژانویه 2020 توسط بنیانگذار Aave Labs، Stani Kulechov در شبکه اصلی اتریوم توسعه و منتشر شد. Aave در فنلاند به معنای "شبح" است، جایی که کولچوف به آنجا مهاجرت کرد.
Aave قبل از ETHLend، همچنین توسط Kulechov توسعه یافته بود، که در سال 2017 راه اندازی شد. 
در جولای 2023، Aave GHO، یک استیبل کوین غیرمتمرکز بومی Aave را منتشر کرد. GHO توسط دارایی های موجود در پروتکل Aave پشتیبانی می شود. 